# Теория Колмогорова — Арнольда — Мозера
Теория Колмогорова — Арнольда — Мозера, или теория КАМ, — названная в честь её создателей, А. Н. Колмогорова, В. И. Арнольда и Ю. Мозера, ветвь теории динамических систем, изучающая малые возмущения почти периодической динамики в гамильтоновых системах и родственных им случаях — в частности, в динамике симплектических отображений. Её основная теорема, теорема Колмогорова — Арнольда — Мозера, утверждает сохранение, в определённом смысле, большинства инвариантных торов в фазовом пространстве при малом возмущении вполне интегрируемой гамильтоновой системы.
Одним из наиболее известных примеров, относящихся к области применимости теории КАМ, является вопрос об устойчивости Солнечной системы (поскольку описывающие её уравнения близки к уравнениям вполне интегрируемой системы).
Создание теории КАМ дало мощный толчок к развитию (применявшегося в ней) метода нормальных форм дифференциальных уравнений.